# El Viso de San Juan
El Viso de San Juan település Spanyolországban, Toledo tartományban. El Viso de San Juan Illescas, Cedillo del Condado, Palomeque, Chozas de Canales, Casarrubios del Monte és Carranque községekkel határos. Lakosainak száma 6164 fő (2024).

## Népesség
A település népessége az utóbbi években az alábbiak szerint változott:
| Lakosok száma | 1252 | 1756 | 2618 | 3319 | 3930 | 4261 | 4238 | 4416 | 5533 | 6164 |
|               | 2001 | 2004 | 2007 | 2009 | 2012 | 2014 | 2017 | 2019 | 2022 | 2024 |